# Acerophagus xuzhihongi
Acerophagus xuzhihongi is een vliesvleugelig insect uit de familie Encyrtidae. De wetenschappelijke naam is voor het eerst geldig gepubliceerd in 2008 door Trjapiztin.